# Zygfryd I (Anhalt)
Zygfryd I (ur. 1230, zm. 1298/1310) – książę Anhaltu-Zerbst od 1252 r. z dynastii askańskiej.
Zygfryd był najmłodszym synem księcia Anhaltu Henryka I oraz Irmgardy, córki landgrafa Turyngii Hermana I. Po śmierci ojca w 1252 r. wraz z dwoma starszymi braćmi podzielili Anhalt na części – Zygfrydowi przypadł region z Zerbst. Był żonaty z Katarzyną, córką jarla Birgera, założyciela szwedzkiej dynastii królewskiej Folkungów. Miał liczne dzieci, jego następcą został najstarszy syn Albrecht I.